# Gmina Roźwienica
Die Gmina Roźwienica ist eine Landgemeinde im Powiat Jarosławski der Woiwodschaft Karpatenvorland in Polen. Ihr Sitz ist das gleichnamige Dorf mit etwa 720 Einwohnern.

## Gliederung
Zur Landgemeinde (gmina wiejska) Roźwienica gehören folgende Ortschaften mit einem Schulzenamt (sołectwo):
Bystrowice
Chorzów
Cząstkowice
Czudowice
Roźwienica
Rudołowice
Mokra
Tyniowice
Węgierka
Więckowice
Wola Roźwienicka
Wola Węgierska
Weitere Ortschaften der Gemeinde sind Gajówka Śmigłówka, Leśniczówka und Betlejem.